# Göran Nordfjell
Göran Nordfjell, född 25 september 1963 i Lycksele, är en svensk konstnär och illustratör. Han är medlem i Svenska konstnärsförbundet, BUS och Föreningen HaningeKonstnärer.

## Utställningar
Separatutställningar
- Café Lasse i Parken, Stockholm 1997
- Ramboden, Stockholm 1999
- Sthlm Kaffe med Mjölk, Stockholm 2003
- Galleri Aguéli, Stockholm 2007
- Citrullus, Stockholm 2009
- Amsterdam & Galleri Aguéli, Stockholm 2012
- Sjöboden, Trollbäcken, Tyresö 2014
- Galleri Studio Animar, Stockholm 2019

Samlingsutställningar
- Naturvårdsverkets kulturförenings konstutställning 2010
- Världens längsta mobila konstutställning, Kalklinbanan Forsby-Köping 2010

## Böcker
- Text och bild till bilderboken Popellas promenad utgiven 2015.
- Text och bild till bilderboken Boken om Mysko utgiven 2018.

## Illustrationer
- Barnboken Leka kontor utgiven 2007 med text av Camilla Östberg Sjöö.